# Embolemus ruddii
Embolemus ruddii är en stekelart som beskrevs av John Obadiah Westwood 1833. Embolemus ruddii ingår i släktet Embolemus, och familjen vedstritsteklar. Arten är reproducerande i Sverige.